# Boulengeromyrus knoepffleri
Boulengeromyrus knoepffleri (лат.) — вид пресноводных лучепёрых рыб из семейства мормировых отряда араванообразных. Единственный вид рода Boulengeromyrus, названного в честь зоолога Джорджа Альберта Буленджера (1858—1937).

## Описание
Длина тела до 41,3 см. Донные рыбы, встречаются исключительно в тропических реках Ивиндо и Нтем (Кампо) на территории Габона и Камеруна (Африка). Несмотря на ограниченный ареал, Международный союз охраны природы присвоил виду охранный статус «Вызывающий наименьшие опасения».